# 아디게이스크

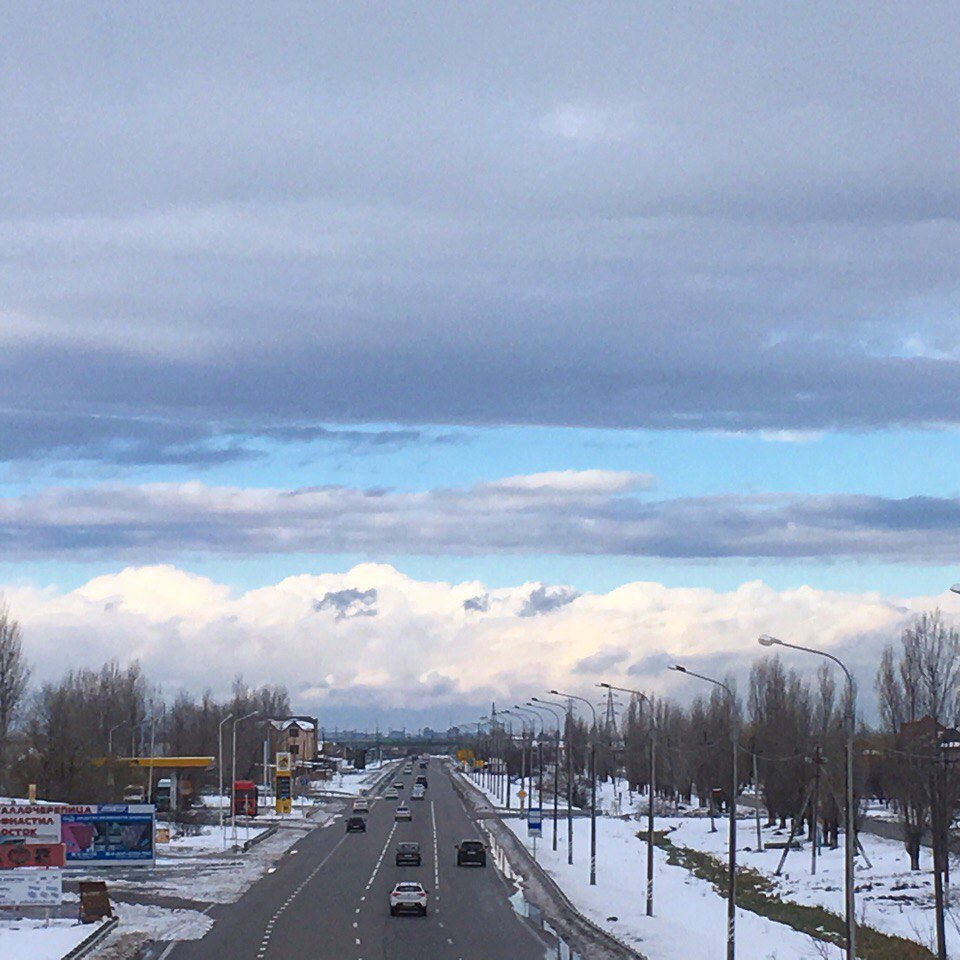

아디게이스크(러시아어: Адыге́йск, 아디게어: Адыгэкъалэ)는 러시아 아디게야 공화국에 있는 마을이다. 2001년 실시한 인구조사에서 인구는 12,300명이었다.
아디게이스크는 1969년에 탄생했다. 1976년 마을의 이름이 아디게이스크에서 테우체시스크(Теуче́жск)로 바뀌었으나, 1992년에 다시 아디게이스크로 바꿨다.